# Hilkka Riihivuori
Hilkka Riihivuori, de soltera Hilkka Kuntola, (Jurva, Finlàndia, 24 de desembre de 1952) és una esquiadora de fons finlandesa, ja retirada, que destacà a la dècada del 1970.

## Biografia
Va néixer el 24 de desembre de 1952 a la ciutat de Jurva, població situada a la província de Finlàndia Occidental.

## Carrera esportiva
Participà en tres Jocs Olímpics d'Hivern, aconseguint en els Jocs Olímpics d'Hivern de 1972 realitzats a Sapporo (Japó) una medalla de plata en la prova de relleus 3x5 km, a més de finalitzar cinquena en la prova de 5 km i vuitena en la de 10 quilòmetres. En els Jocs Olímpics d'Hivern de 1976 realitzats a Innsbruck (Àustria) aconseguí novament la medalla de plata en la prova de relleus, i finalitzà quarta en la prova de 5 km i novena en la de 10 quilòmetres. En els Jocs Olímpics d'Hivern de 1980 realitzats a Lake Placid (Estats Units) aconseguí dues noves medalles de plata, en aquesta ocasió en les proves de 5 km i 10 km, a més de finalitzar cinquena en la prova de relleus 4x5 quilòmetres.
En el Campionat del Món d'esquí nòrdic aconseguí cinc medalles al llarg de la seva carrera, destacant la medalla d'or aconseguida el 1978 en la prova de relleus 4x5 quilòmetres.
A la Copa del Món d'esquí alpí de 1982 va quedar en segona posició en la prova de 5km i en tercera en la de 20km.
El 1977 va obtenir la medalla Holmenkollen pels seus èxits als Campionats del Món d'esquí nòrdic, junt amb l'esquiadora finlandesa Helena Takalo i el saltador suís Walter Steiner.